# Rolando José Álvarez Lagos
Rolando José Álvarez Lagos (27 de novembre de 1966) és un prelat nicaragüenc de l'Església Catòlica. És bisbe de Matagalpa des de 2011 i administrador apostòlic d'Estelí des de 2021. Crític amb el govern d'Ortega, va ser arrestat i condemnat. Viu a Roma des del gener del 2024 i fou nomenat "pare sinodal" del Sínode de la Sinodalitat pel Papa Francesc.

## Primers anys
Álvarez va néixer el 27 de novembre de 1956 a Managua, al departament de Managua. Allà va començar la seva formació a l'Instituto Didáctico Domingo Faustino Sarmiento. Va estudiar filosofia i teologia al seminari major de la ciutat de Guatemala i després es va llicenciar en teologia a la Pontifícia Universitat Lateranense i es va llicenciar en filosofia per la Pontifícia Universitat Gregoriana. Va completar els estudis de preparació per a la seva ordenació a la Congregació per al Clergat i va obtenir un màster en doctrina social de l'Església a la Universitat de Salamanca.

## Sacerdoci
Álvarez va ser ordenat sacerdot de l'arxidiòcesi de Managua el 7 de desembre de 1994. Des de llavors ha treballat com a professor i prefecte al seminari d'aquella arxidiòcesi (1994-2006), coordinador de la pastoral juvenil de l'arxidiòcesi (des de 1998), director de l'emissora catòlica Radio Nicaragua (des de 2001) i secretari de Departament de Comunicació Social de la Conferència Episcopal de Nicaragua (des del 2003).
També ha estat Secretari d'Informació i Portaveu de l'Arxidiòcesi de Managua (des del 2005), Coordinador de la Pastoral Juvenil Nacional (des del 2006), rector de la parròquia de San Francisco de Asís a Managua del 2006 al 2011, i secretari executiu del Secretariat dels Bisbes de Centreamèrica (SEDAC) del 2009 al 2011.

## Bisbe
Álvarez va ser nomenat bisbe de Matagalpa pel papa Benet XVI el 8 de març de 2011. Fou consagrat bisbe el 2 d'abril per Leopoldo Brenes, arquebisbe de Managua, assistit per Jorge Solórzano Pérez i Henryk Józef Nowacki.
Va assumir la responsabilitat d'administrador apostòlic de la Diòcesi d'Estelí el juliol de 2022, arran de la jubilació del bisbe Juan Abelardo Mata.

### Presó
El 4 d'agost de 2022, a Álvarez se li va impedir sortir de casa seva per celebrar la missa a la catedral de Sant Pere, posant-lo sota arrest domiciliari. Les forces governamentals ho van justificar perquè "critica amb freqüència la vulneració dels drets humans, la persecució religiosa i els abusos de poder" per part del govern d'Ortega. L'arrest domiciliari d'Álvarez i vuit sacerdots més es va confirmar el 19 d'agost. El 23 d'agost els sacerdots d'Esterlí van enviar una carta al president del país on demanaven el seu alliberament. El 10 de febrer de 2023 va ser condemnat a 26 anys de presó acusat de traïció a la pàtria, menysteniment de la unitat nacional i divulgació de notícies falses, després d'haver-se negat a exiliar-se. El Papa Francesc va demanar pregàries per ell el 12 de febrer del 2023. Finalment, es va exiliar a Roma el 14 de gener del 2024.

### Roma
El setembre del 2024 el Papa Francesc el va elegir com a "pare sinodal" per participar al Sínode de la Sinodalitat, a partir de l'octubre de 2024, com una de les 368 persones amb dret a vot.